# 小行星4821
小行星4821（4821 Bianucci）是一颗绕太阳运转的小行星，为主小行星带小行星。该小行星于1986年3月5日发现。

## 轨道参数
小行星4821的轨道半长轴为3.1340438 UA，离心率为0.163。